# Johann Gottlieb Otto Tepper
Johann Gottlieb Otto Tepper (geboren 9. April 1841 in Neutomischel, Königreich Preußen; gestorben 16. Februar 1923 in Norwood (South Australia)) war ein deutsch-australischer Entomologe.

## Leben
Johann Gottlieb Otto Tepper war der älteste Sohn des Johann Christoph Tepper und der Johanne Wilhelmine Protsch. Die vielköpfige Familie emigrierte aus politischen und  religiösen Gründen im Vormärz 1847 nach Australien, wo sie sich in Lyndoch in Südaustralien ansiedelte.
Tepper besuchte die Schule in Hoffnungsthal und arbeitete ab dem 14. Lebensalter in der Landwirtschaft. 1865 erhielt er in Tanunda die britisch-australische Staatsbürgerschaft.
Tepper wurde beim Schulreformer Carl Mücke zum Lehrer ausgebildet, erhielt 1867 in New Mecklenburg im Barossa Valley seine erste Lehrerstelle und heiratete Jane Brock. Seine Stellen wechselte er danach häufig.
Tepper veröffentlichte ab 1873 eine Reihe von naturwissenschaftlichen Beiträgen über die Pflanzenwelten im Umland von Nuriootpa und Ardrossan und 1895 für das in Deutschland erscheinende Botanische Centralblatt den Beitrag Die Flora von Clarendon und Umgegend (Süd Australien). 1883 wurde er als Sammler für die Naturkundesammlung des South Australian Museum angestellt und war von 1888 bis 1911 ihr Bibliothekar, Numismatiker und Entomologe. Seine Abhandlungen publizierte er in Garden and Field und in den  Transactions der Royal Society of South Australia, deren Mitglied er 1878 wurde, 1912 erhielt er deren Ehrenmitgliedschaft.

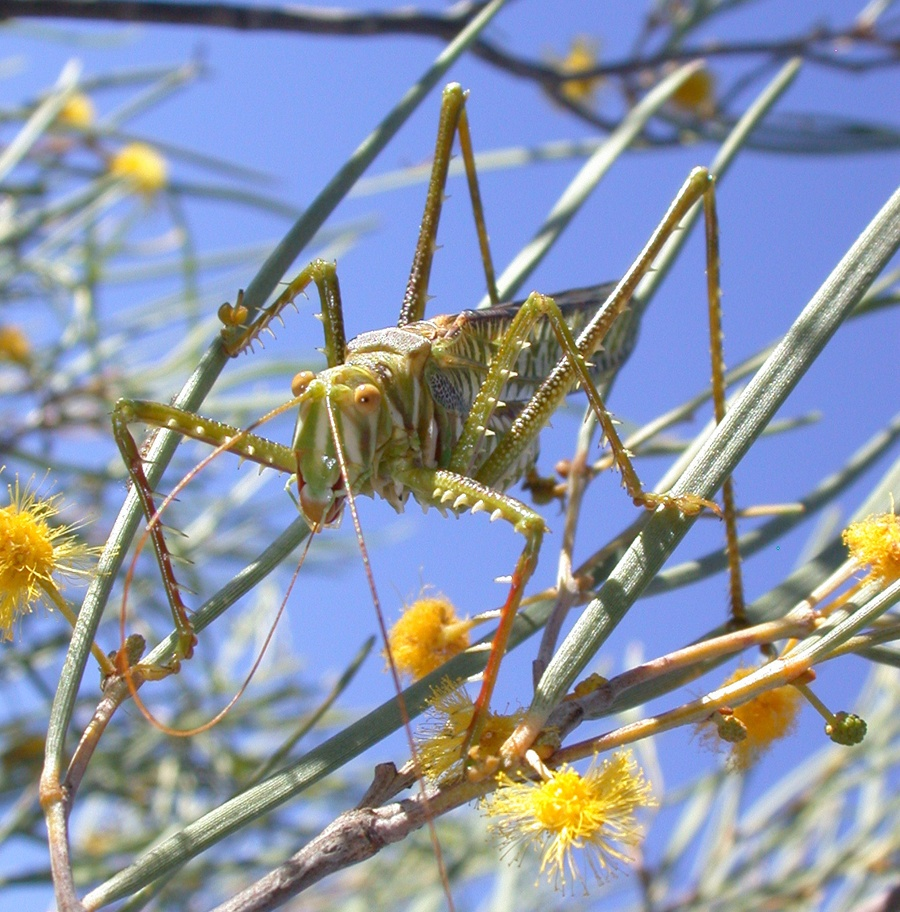
Chlorobalius leucoviridis (2009)

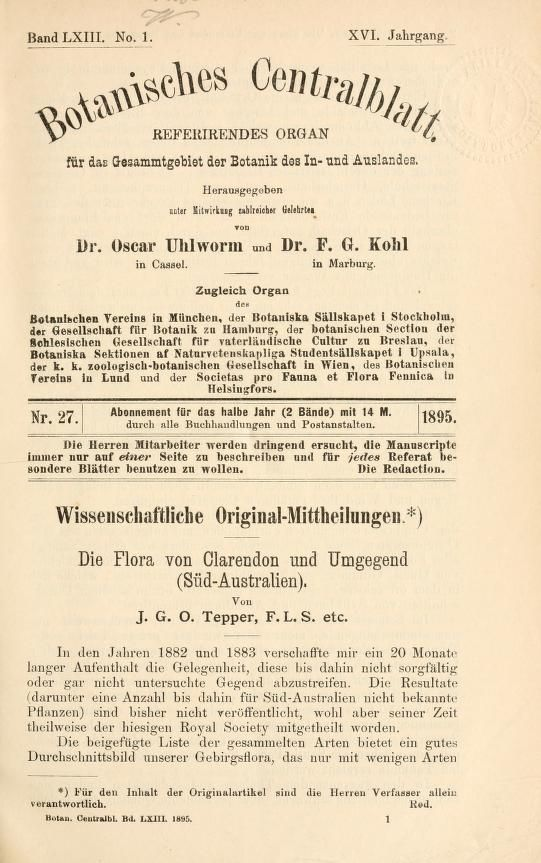
Botanisches Centralblatt 1895

Er war Mitgründer der Field Naturalists Society of South Australia.
Mit Ralph Tate setzte er sich für Einrichtung des Flinders-Chase-Nationalparks auf der Känguru-Insel ein.
1879 wurde er zum Fellow der Linnean Society of London gewählt und war Mitglied der kurzlebigen Society of Science, Letters and Art, London. Er war Mitglied weiterer wissenschaftlicher Gesellschaften, darunter der American Association for the Advancement of Science.
Tepper beschrieb 164 Insektenspezies, darunter die Laubheuschrecken Chlorobalius leucoviridis und Ephippitythoidea sparsa.
Einige Insekten wurden nach ihm benannt, darunter Apteronomus tepperi, Pseudoliara tepperi und Conoderus tepperi. Ebenso beschrieb er verschiedene Pflanzen und Pilze, so Dodonaea tepperi, Helichrysum tepperi und, endemisch auf der Känguru-Insel, Stylidium tepperianum. Sein botanisches Autorenkürzel ist Tepper.

## Schriften (Auswahl)
- J. G. O. Tepper: The rainfall problem and the causes of rain failure. 1915